# Liste der Baudenkmäler in Lohberg (Bayern)
Auf dieser Seite sind die Baudenkmäler in der Oberpfälzer Gemeinde Lohberg zusammengestellt. Diese Tabelle ist eine Teilliste der Liste der Baudenkmäler in Bayern. Grundlage ist die Bayerische Denkmalliste, die auf Basis des Bayerischen Denkmalschutzgesetzes vom 1. Oktober 1973 erstmals erstellt wurde und seither durch das Bayerische Landesamt für Denkmalpflege geführt wird. Die folgenden Angaben ersetzen nicht die rechtsverbindliche Auskunft der Denkmalschutzbehörde.

## Baudenkmäler nach Ortsteilen

### Lohberg
| Lage                                        | Objekt                                   | Beschreibung | Akten-Nr.    | Bild           |
| ------------------------------------------- | ---------------------------------------- | --- | ------------ | -------------- |
| Brennesstraße 1; Brennesstraße 4 (Standort) | Ehemaliger Brauereigasthof               | Zweigeschossiger und traufständiger Flachsatteldachbau, im Kern 17./18. Jahrhundert; Profanierte ehemalige Kirche, giebelständiger und abgewalmter Steildachbau mit eingezogenem Chor und Giebeldachreiter mit Zwiebelhaube, barock, bezeichnet mit 1698 | D-3-72-178-1 | BW             |
| Brennesstraße 5; Brennesstraße 3 (Standort) | Bauernhof                                | Zweigeschossiger und traufständiger Blockbau mit Flachsatteldach und zwei doppelten Giebelschroten, 1826/27; Stallgebäude, traufständiger Flachsatteldachbau in Bruchsteinmauerwerk                                                                      | D-3-72-178-2 | BW             |
| Kastlweg 7 (Standort)                       | Waldlerhaus                              | Zweigeschossiger und traufständiger, teilweise verschalter Blockbau mit nachträglich aufgesteiltem Satteldach und Giebelschrot, Anfang 19. Jahrhundert                                                                                                   | D-3-72-178-3 | BW             |
| Nähe Sesselweg (Standort)                   | Austragshaus                             | Eingeschossiger Flachsatteldachbau mit Blockbau-Kniestock und Giebelschrot, 1. Hälfte 19. Jahrhundert | D-3-72-178-6 | BW             |
| Pfarrweg 3 (Standort)                       | Brauerei                                 | Ein- bis zweigeschossiger und giebelständiger Satteldachbau mit Stich- und Rundbogenfenstern, Rundbogenstil, bezeichnet mit 1861 | D-3-72-178-4 | BW             |
| Pfarrweg 6 (Standort)                       | Katholische Pfarrkirche St. Walburga     | Saalbau mit eingezogenem Chor, abgewalmtem Satteldach und Fassadenturm mit Spitzdach, Werksteingliederungen, neuromanisch, 1879/83, nach Brand 1959 erneuert; mit Ausstattung                                                                            | D-3-72-178-5 | weitere Bilder |
| Weideweg 3 (Standort)                       | Wohnstallhaus                            | Zweigeschossiger und traufständiger Flachsatteldachbau verschindelter Blockbau-Obergeschoss, im Kern 18. Jahrhundert; Querliegender Stallflügel mit Satteldach und Blockbau-Traidboden, 18./19. Jahrhundert                                              | D-3-72-178-8 | BW             |
| Weideweg 5 (Standort)                       | Bauernhaus, sogenanntes Schwarzauer-Haus | Zweigeschossiger und giebelständiger Blockbau mit Flachsatteldach, zwei Giebelschroten und Schrotsäulen, Ende 18. Jahrhundert | D-3-72-178-9 | BW             |

### Berghäusl
| Lage                   | Objekt      | Beschreibung | Akten-Nr.     | Bild |
| ---------------------- | ----------- | --- | ------------- | ---- |
| Berghäusl 2 (Standort) | Waldlerhaus | Eingeschossiger und traufständiger Blockbau mit flachem Frackdach und verschaltem Giebelschrot, 1. Drittel 19. Jahrhundert | D-3-72-178-10 | BW   |

### Eben
| Lage              | Objekt     | Beschreibung | Akten-Nr.     | Bild |
| ----------------- | ---------- | --- | ------------- | ---- |
| Eben 1 (Standort) | Hofkapelle | Giebelständiger und abgewalmter Satteldachbau mit Glockendachreiter mit Zeltdach, Mitte 19. Jahrhundert; mit Ausstattung | D-3-72-178-11 | BW   |

### Eggersberg
| Lage                          | Objekt                             | Beschreibung | Akten-Nr.     | Bild |
| ----------------------------- | ---------------------------------- | --- | ------------- | ---- |
| Böhmackerstraße 20 (Standort) | Waldlerhaus                        | Eingeschossiger und giebelständiger Flachsatteldachbau mit Blockbau-Kniestock, Giebel- und Seitenschrot, Anfang 19. Jahrhundert | D-3-72-178-12 | BW   |
| Böhmackerstraße 25 (Standort) | Waldlerhaus                        | Wohnstallhaus, eingeschossiger und giebelständiger Blockbau mit Flachsatteldach und Giebelschrot, Anfang 19. Jahrhundert        | D-3-72-178-14 | BW   |
| Böhmackerstraße 26 (Standort) | Kapellenfigur Christus in der Rast | Holz, 18./19. Jahrhundert | D-3-72-178-13 | BW   |

### Mooshütte
| Lage                   | Objekt        | Beschreibung | Akten-Nr.     | Bild |
| ---------------------- | ------------- | --- | ------------- | ---- |
| Mooshütte 4 (Standort) | Wohnstallhaus | Zweigeschossiger und traufständiger Halbwalmdachbau mit verschindeltem Obergeschoss und seitlichem Anbau unter Schleppdach, um 1886 | D-3-72-178-15 | BW   |

### Oberhaiderberg
| Lage                        | Objekt              | Beschreibung                                                                                | Akten-Nr.     | Bild |
| --------------------------- | ------------------- | ------------------------------------------------------------------------------------------- | ------------- | ---- |
| Oberhaiderberg 1 (Standort) | Ehemaliges Gasthaus | Zweigeschossiger und traufständiger Halbwalmdachbau mit Kniestock und Giebelschrot, um 1900 | D-3-72-178-16 | BW   |

### Sommerau
| Lage                        | Objekt                             | Beschreibung                                                                                                 | Akten-Nr.     | Bild |
| --------------------------- | ---------------------------------- | --- | ------------- | ---- |
| Arberseestraße 8 (Standort) | Waldlerhaus, ehemaliges Doppelhaus | Eingeschossiger und traufständiger Blockbau mit Flachsatteldach und zwei Giebelschroten, 18./19. Jahrhundert | D-3-72-178-18 | BW   |

### Zackermühle
| Lage                           | Objekt          | Beschreibung | Akten-Nr.     | Bild |
| ------------------------------ | --------------- | --- | ------------- | ---- |
| Sommerauer Straße 3 (Standort) | Ehemalige Mühle | Zweigeschossiger Mansardwalmdachbau mit Blockbau-Obergeschoss und umlaufendem Schrot, kapellenartiger verschindelter Anbau mit Dachreiter, 2. Hälfte 18. Jahrhundert | D-3-72-178-19 | BW   |